# Đại học Ngoại ngữ Thượng Hải
Đại học Ngoại ngữ Thượng Hải (tiếng Anh: Shanghai International Studies University, SISU; tiếng Trung: 上海外国语大学) là trường đại học trọng điểm của thành phố Thượng Hải và quốc gia, được xây dựng theo "chương trình 211". Trường được thành lập tháng 12 năm 1949, là học phủ ngoại ngữ đầu tiên từ khi thành lập chính quyền Trung Quốc "mới".
Đại học Ngoại ngữ Thượng Hải có hệ thống giáo dục từ cao đẳng, đại học, nghiên cứu sinh đến giáo dục cho người thành niên, giáo dục qua mạng, giáo dục cho lưu học sinh…với 28 chuyên ngành như tiếng Anh, Nga, Đức, Pháp, Tây Ban Nha, A-rập, Nhật, Ba-tư, Triều Tiên, Thái Lan, Bồ Đào Nha, Hy Lạp, Ý, Indonexia, Hán ngữ đối ngoại, Kinh tế và Thương mại quốc tế, Tài chính, Luật học, Chính trị quốc tế, Công nghệ giáo dục học, Báo chí, Phát thanh Truyền hình, Quảng cáo, Quản lý thông tin và hệ thống thông tin, Quản trị kinh doanh, Kế toán, Ngôn ngữ văn học Hán ngữ, Quan hệ công cộng; có 23 cơ sở đào tạo bậc thạc sĩ, 10 cơ sở đào tạo bậc tiến sĩ; một trạm lưu động sau tiến sĩ.
Tính đến tháng 4 năm 2015, trường có 2 khu học xá, tổng diện tích của trường là 74,7 ha. Thư viện của trường là một trong những thư viện lớn của toàn quốc, có hơn 100 triệu đầu sách.
Tính đến tháng 7 năm 2014, trường có khoảng 20 khoa với 38 chuyên ngành đại học. Số cán bộ công nhân viên chức là 1305 người, học sinh trong trường có tất cả 10.063 học sinh, trong đó sinh viên đại học là 5972 người, nghiên cứu sinh là 2827 người, lưu học sinh là 757 học sinh. Đội ngũ giáo viên của trường gồm hơn 300 giáo sư, phó giáo sư và đông đảo giảng viên trẻ có thành tích nổi trội trong các chuyên ngành.